# 前498年
| 千纪： | 前1千纪 |
| 世纪： | 前6世纪 \| 前5世纪 \| 前4世纪 |
| 年代： | 前520年代 \| 前510年代 \| 前500年代 \| 前490年代 \| 前480年代 \| 前470年代 \| 前460年代 |
| 年份： | 前503年 \| 前502年 \| 前501年 \| 前500年 \| 前499年 \| 前498年 \| 前497年 \| 前496年 \| 前495年 \| 前494年 \| 前493年                                                                                         |
| 纪年： | 周敬王二十二年 魯定公十二年 齊景公五十年 晉定公十四年 秦惠公三年 宋景公十九年 楚昭王十八年 卫灵公三十七年 陳湣公四年 蔡昭侯二十一年 曹伯阳四年 郑声公三年 燕简公七年 吴王阖闾十七年 杞僖公八年 越王允常十三年 |

## 大事記
- 魯國大司寇孔子將墮三都，毀叔孫氏的郈（山東東平縣境），毀季孫氏費城（山東費縣），孟孫氏的郕（山東泗水縣境）被圍，未攻克。
- 費人攻魯反墮三都之戰
- 伊奥尼亚起义军焚毁波斯帝国大本营萨第斯。

## 出生
- 公孫龍：孔子的弟子之一。